# Synagoga w Jekaterynburgu
Synagoga w Jekaterynburgu (ros. Екатеринбургская синагога, hebr. ‏בית הכנסת יקטרינבורג‎) – synagoga i zarazem żydowskie centrum kulturowe znajdujące się w Jekaterynburgu, w obwodzie swierdłowskim. Wzniesiona w latach 2003–2005.

## Historia

### Żydzi w Jekaterynburgu
Napływ ludności żydowskiej na tereny uralskie był utrudniony z uwagi na istnienie strefy osiedlenia. 19 grudnia 1824 roku cesarz Aleksander I Romanow zabronił żydom nawet tymczasowego prawa zamieszkania w Jekaterynburgu. Mimo to w latach trzydziestych XIX wieku w mieście zaczęli pojawiać się ludzie pochodzenia żydowskiego. Byli to przeważnie chłopcy, którzy na ten teren zostali przysłani jako kantoniści do szkół wojskowych. W latach czterdziestych i pięćdziesiątych XIX wieku liczba mężczyzn wyznania mojżeszowego zamieszkałych w Jekaterynburgu wynosiła zaledwie 100 osób, co stanowiło około 0,5% ogólnej populacji miasta. Żydzi, którzy posiadali przywilej zamieszkiwania poza strefą osiedlenia zaczęli napływać do miasta w drugiej połowie XIX wieku. W 1897 roku w stolicy Uralu znajdowało się 300 osób o takim rodowodzie. W 1848 roku z inicjatywy żydowskich podoficerów Orowajskiego Pułku, stacjonującego w mieście, utworzony został cmentarz dla starozakonnych. Na początku XX wieku w Jekaterynburgu działała synagoga, a od 1915 roku miejscowa wspólnota posiadała własnego rabina. Od 1912 roku w mieście zaczęły powstawać prywatne przedsiębiorstwa zakładane przez żydów, zaczęli oni też podejmować zatrudnienie w administracji i w zakładach przemysłowych. W 1913 roku w mieście mieszkało 1135 żydów, czyli 1,3% ogółu mieszkańców. W 1917 roku wspólnocie przyznano teren nad rzeką Iset, gdzie mogli wznieść mykwy. W latach 1912–1922 w mieście funkcjonowały dwie szkoły żydowskie. Liczba ludności znacząco wzrosła w czasie I wojny światowej i rosyjskiej wojny domowej, gdy z zachodu kraju napłynęła ewakuowana ludność. 
W 1920 roku żyło tu już 3 600 żydów, choć inne podane podają, że było to 5 605 osób. W Jekaterynburgu działały żydowskie instytucje kulturalne i edukacyjne, sierociniec, szkoła wyznaniowa, przedszkole, biblioteka imienia Ijechiela Czlenowa (działacza ruchu syjonistycznego), klub robotniczy imienia Dow Bera Borochowa, a także oddział sekcji żydowskiej partii bolszewickiej (tzw. JewSiekcyja, ros. ЕвСекция). W 1926 roku populacja żydowska Jekaterynburga wynosiła 3 988 osób (inne dane podają, że w 1928 roku żydów miało być już około 8 000), a w 1939 roku 7 952 osoby, w 1959 roku 15 900 osób, w 1970 roku 14 700 osób, w 1979 roku 13 617 roku, a w 1989 roku już tylko 10 900. Wzrost ludności po 1914 roku miał związek z procesami industrializacyjnymi i dynamicznym rozwojem Swierdłowska. Władze sowieckie, w ramach ogólnej walki z religią, stosowały politykę represji wobec miejsc kultu, w tym także wobec gminy żydowskiej. W 1923 roku zamknięta została synagoga, a w 1930 roku rozwiązano gminę wyznaniową. W 1937 roku swierdłowska rada miejska zdecydowała o zamknięciu ostatniej synagogi w mieście. Zniszczony został także cmentarz.
W 1945 roku ponownie zarejestrowana została gmina wyznaniowa. W 1946 roku otwarto jednopiętrową drewnianą synagogę, którą w okresie świąt odwiedzało około 500 osób. Rabinem wspólnoty był urodzony w 1878 roku G. Borowik (Г. Боровик). Populacja zaczęła maleć wskutek nowej fali antyreligijnej polityki władz sowieckich. W drugiej połowie XX wieku duża część starozakonnych mieszkańców swierdłowskiej metropolii wyemigrowała do Stanów Zjednoczonych i Izraela. W 1962 roku synagoga została zamknięta. Inne źródła, m.in. świadectwo gubernatora obwodu swierdłowskiego Eduarda Rossela podają, że miała ona zostać spalona już w 1955 roku. Koniec lat osiemdziesiątych XX wieku i zmiany do jakich doszło w okresie pieriestrojki i po rozpadzie Związku Radzieckiego umożliwiły odrodzenie kultury żydowskiej w mieście. W 1989 roku powstały m.in. Towarzystwo Kultury Żydowskiej Hatikwa (Obszczestwo Jewriejskoj Kultury Atikwa, ros. Общество Еврейской Культуры Атиква) i żydowska szkoła niedzielna, a w 1990 roku żydowska gmina religijna. Zaczęły ukazywać się czasopisma i periodyki, od 1990 roku Tikwatiejnu (ros. Тикватейну), od 1991 roku Sztiern (ros. Штерн), a od 1994 roku Menora (Mienora, ros. Менора). W 1993 roku powstała Fundacja Charytatywna Menora (Błagotworitielnyj Fond «Mienora», ros. Благотворительный фонд «Менора»). Od 1997 roku znów działała prowizoryczna synagoga, związana z nurtem Chabad-Lubawicz. Na jej czele stanął, delegowany w 1997 roku z Czelabińska, a pochodzący z Izraela Azriel Zelig Aszkienazi (ros. Азриэль Зелиг Ашкенази, ur. w 1973 roku w Tel Awiwie). Początkowo na cotygodniowe nabożeństwa zbierało się około 10-15 osób, liczba ta wzrastała do kilkuset z okazji różnych świąt. Liczbę osób pochodzenia żydowskiego w Jekaterynburgu szacowano na około 20 tysięcy. Władze miasta i obwodu swierdłowskiego umożliwiały organizację większych masowych spotkań na terenie jekaterynburskiego Pałacu Sportu.

### Budowa synagogi
Na terenie zajmowanej obecnie przez żydowskie centrum kulturowe do lat sześćdziesiątych XX wieku, wznosiła się inna żydowska synagoga, która została zniszczona w czasie represji antyreligijnych przeprowadzonych przez Nikitę Chruszczowa. Był to niewielki drewniany budynek wzniesiony z drewna. Gmina pragnęła odbudować ją, najchętniej w tym samym miejscu, by zapewnić miejscowej wspólnocie sprawowanie praktyk religijnych na terenie własnego obiektu kultu. W 1997 roku mer miasta Arkadij Czerniecki wyraził zgodę na budowę synagogi. Jeszcze w tym samym roku gminie przekazano grunty, a grudniu 1997 roku projekt budowy synagogi przygotował izraelski architekt Israel Gudowicz (Isroeł Gudowicz, ros. Исроэл Гудович). Z uwagi jednak na fakt, że było to centrum miasta, a więc obszar o chronionej zabudowie, jego pomysł nie mógł zostać zrealizowany. Negocjacje dotyczące zagospodarowania przestrzennego tego miejsca zajęły półtora roku i ostatecznie spełzły na niczym. Gminie przekazana została nowa działka, w pobliżu placu Komunardów i monumentu Wiecznego Ognia. Projekt Gudowicza nie mógł zostać w tym miejscu zrealizowany, posiłkowano się więc innym rozwiązaniem jednego z izraelskich biur architektonicznych. Plan zakładał wzniesienie piramidalnego budynku o łącznej powierzchni 1500 metrów kwadratowych. Wkrótce w prasie jekaterynburskiej rozpętała się kampania przeciwko budowie synagogi w tym miejscu. Głównym zarzutem przeciwników budowy był fakt, że na tym terenie znajdował się niegdyś prawosławny cmentarz, zamieniony przez władze sowieckie w park, co oznaczałoby budowę „synagogi na kościach chrześcijan”. Fakt, że synagoga miała znaleźć się w bliskiej odległości od Wiecznego Ognia także budził kontrowersje. Przedstawiciele eparchii jekaterynburskiej i wierchoturskiej zwracali uwagę, że Rosyjski Kościół Prawosławny nie ma nic przeciwko ogólnemu zamysłowi budowy synagogi w mieście, lecz fakt jej lokalizacji na poświęconej ziemi musi budzić opór. Mieszkańcy stolicy obwodu swierdłowskiego zwracali też uwagę, że administracja jekaterynburska nie prowadziła na ten temat żadnych konsultacji społecznych. Gmina żydowska zdecydowała się więc, by uniknąć eskalacji napięcia, wycofać z pomysłu budowy swojego obiektu kultu w tej części miasta. Postanowiono wrócić do dawnej lokalizacji i tak dopasować projekt by nie zakłócał on historycznej zabudowy. Swe wsparcie w rozwiązaniu tego problemu zapewniły także jekaterynburskie władze. Spory o grunty i kształt projektu odłożyły w czasie budowę o prawie trzy lata.
5 marca 2001 roku wmurowany został kamień węgielny pod budowę synagogi i centrum kulturowego, a w uroczystości wziął udział m.in. gubernator obwodu swierdłowskiego Eduard Rossel. Mimo tego faktu, sytuacja związana z działką nie była w pełni unormowana i dopiero w 2002 roku gmina uzyskała grunty. W momencie wmurowywania kamienia węgielnego nie był znany też ostateczny projekt architektoniczny. Tym razem zdecydowano się nie sięgać po architektów izraelskich, lecz skorzystać z oferty miejscowych biur. Zadanie opracowania planu przyszłej synagogi zostało powierzone spółce projektowej Urałprojektdubrawa (ООО Уралпроектдубрава). Jej przedstawiciele po wizycie w Moskwie, gdzie odwiedzili żydowskie centrum kulturowe na terenie Marijnej roszczy postanowili wznieść nie tylko obiekt o charakterze stricte sakralnym, lecz centrum kulturowe lokalnej społeczności żydowskiej. Przybrało ono oficjalną nazwę Jekaterynburskie Żydowskie Społeczne Centrum „Synagoga” (Jekatierinburgskij jewriejskij obszczinnyj centr «Sinagoga», ros. Екатеринбургский еврейский общинный центр «Синагога»).
Wykonawcą robót zostało wybrane przedsiębiorstwo SMU-3 (ros. СМУ-3). Głównymi architektem projektu była Marina Baiszewa (Марина Баишева), a funkcje głównych inżynierów pełnili Natalia Chajutina (Наталья Хаютина) i Mark Pakin (Марк Пакин). Problemy przy budowie sprawiało ukształtowanie terenu oraz układ gruntów, a zwłaszcza pięciometrowy dół, na dnie którego znajdowało się bagno, pozostałość po dawnym dnie rzeki. W tej materii konsultacji udzielał profesor nauk technicznych Władimir Łusznikow (Владимир Лушников). Przy konstrukcji fundamentów dół ten został zasypany i odpowiednio wzmocniony budulcem o łącznej masie 20 ton. Architekci musieli wziąć pod uwagę, że działka przeznaczona pod budowę synagogi była relatywnie mała, znajdująca się w odległości 25 metrów od rzeki Iset. Te czynniki uniemożliwiły m.in. budowę odpowiednio dużego parkingu. Przy wznoszeniu centrum trzeba było wziąć także pod uwagę czynniki religijne, budynek musiał być orientowany zgodnie z zasadami judaizmu. Z tego powodu zarzucony musiał zostać pomysł zwrócenia całej budowli w stronę rzeki i skomponowania go z lustrem wody. Wznoszenie budynku trwało około dwóch lat. Budowa rozpoczęła się w 2002 roku, a ukończona została w 2005 roku. Datki na budowę pochodziły z całego świata. Deputowany do Dumy Państwowej Jewgienij Rojzman przekazał na ten cel 4 tysiące dolarów, a także uratowany w czasie II wojny światowej zwój Tory, pochodzący z jednej ze zniszczonych lwowskich synagog. 7 kwietnia 2005 roku nastąpiło uroczyste otwarcie synagogi i centrum. Oprócz przedstawicieli gminy żydowskiej wzięli w nim udział także gubernator Eduard Rossel, mer Arkadij Czerniecki oraz naczelny rabin Rosji Bierł Łazar (Берл Лазар). Przedstawiciele wspólnoty żydowskiej zwrócili uwagę, że Jekaterynburg był ostatnim wielkim miastem, gdzie żydzi nie posiadali własnego pełnoprawnego obiektu kultu.

## Architektura synagogi i działalność gminy żydowskiej
W zamyśle architektów synagoga i centrum kulturowe miało odznaczać się nowoczesnością formy przy jednoczesnym zachowaniu skromności i religijnej powagi obiektu sakralnego. Użycie łuków i filarów nawiązywać miało do tradycyjnej architektury synagogalnej. Sala modlitw może pomieścić około 400 osób, a swym wyglądem nawiązywać ma do Muru Zachodniego. Barwy wykorzystane w projekcie to przede wszystkim błękit i biel, kolory wody i piasku. Nad wejściem umieszczono metalową konstrukcję uformowaną w kształt Gwiazdy Dawida. Centrum dysponuje także oddzielnymi, nowoczesnymi mykwami dla kobiet i mężczyzn. By zostały one wzniesione w sposób prawidłowy, konsultowano się ze specjalistami z Izraela. Budynek pełni nie tylko religijne funkcje synagogi, lecz jest przede wszystkim centrum kulturowym dla miejscowej gminy. Oprócz głównej sali modlitw znajduje się tu też sala sportowa, sale lekcyjne dla różnych programów edukacyjnych, sale audio-wizualne, pomieszczenia konferencyjno-biurowe, kuchnia przystosowana do przygotowywania koszernych potraw oraz jadalnia. Znajduje się tu także sala pamięci ofiar Holocaustu oraz pomieszczenie do rytualnych ablucji (mykwa). Działa tu też restauracja koszerna. Od września 2005 roku funkcjonuje biblioteka, w której zbiorach znajduje się przeszło 2 tysiące różnych pozycji. Zadbano także o pozostałości po dawnym cmentarzu i dokonano ponownego pochówku resztek szczątków zebranych z około 370 grobów. Centrum kulturowe zajmuje łączną powierzchnię 3 300 metrów kwadratowych, a sam budynek składa się z czterech pięter i piwnicy. Budynek znajduje się na terenie rejonu oktiabrskiego, przy ulicy Kujbyszewa 38a. W Jekaterynburgu działają dwie żydowskie szkoły Or Awnier (ros. Ор Авнер) i Or Mienachiem (ros. Ор Менахем), oddział fundacji dobroczynnej Chiesied (ros. Хесед), żydowskie centrum młodzieżowe, niedzielna szkoła artystyczna, amatorski teatr żydowski i chór Chawierim (ros. Хаверим).
Od 2012 roku wspólnota żydowska stara się o uzyskanie gruntów pod budowę nowego centrum kulturowego. Władze obwodu i miasta sprzyjają temu pomysłowi i planują przekazać gminie działkę nad rzeką Iset, w pobliżu wieży telekomunikacyjnej i cyrku. Pomysł ten wywołał w mieście kontrowersje, gdyż na tym terenie miało powstać Centrum Higieny i Epidemiologii dla obwodu swierdłowskiego. Działka ta wyceniana jest na kwotę około 60-70 milionów rubli, co wywołuje dodatkowe spory, gdyż gmina żydowska ma zalegać miastu już prawie 8 milionów rubli za nieopłacone czynsze. Sprawę dodatkowo komplikuje fakt, że mieszkańcom tego obszaru miasta obiecano stworzyć na tym terenie park sportowo-rekreacyjny. W czasie wyborów na mera Jekaterynburga we wrześniu 2013 roku na płocie synagogi pojawił się czerwony baner z napisem „Za Rojzmanem”.